# Nyírcsászári, Szabolcs-Szatmár-Bereg
Nyírcsászári  este un sat în districtul Nyírbátor, județul Szabolcs-Szatmár-Bereg, Ungaria, având o populație de 1.236 de locuitori (2011). 

## Demografie
Componența etnică a satului Nyírcsászári
     Maghiari (94,48%)
     Romi (4,65%)
     Necunoscut (0,58%)
     Ruși (0,29%)
     Alții (0,58%)
Componența confesională a satului Nyírcsászári
     Greco-catolici (30,58%)
     Reformați (20,06%)
     Romano-catolici (16,26%)
     Fără religie (4,05%)
     Necunoscută (29,05%)
     Alte religii (0,24%)
Conform recensământului din 2011, satul Nyírcsászári avea 1.236 de locuitori. Din punct de vedere etnic, majoritatea locuitorilor (94,48%) erau maghiari, cu o minoritate de romi (4,65%). Apartenența etnică nu este cunoscută în cazul a 0,58% din locuitori. Nu există o religie majoritară, locuitorii fiind greco-catolici (30,58%), reformați (20,06%), romano-catolici (16,26%) și persoane fără religie (4,05%). Pentru 29,05% din locuitori nu este cunoscută apartenența confesională.